# Thalestris gibba
Thalestris gibba är en kräftdjursart som först beskrevs av Henrik Nikolai Krøyer 1842.  Thalestris gibba ingår i släktet Thalestris och familjen Thalestridae. Arten har ej påträffats i Sverige. Inga underarter finns listade i Catalogue of Life.